# Піксида
Пікси́да (дав.-гр. πῠξῐ́ς, сучасне грец. πυξίδα, множина πῠξῐ́δες) — давньогрецька посудина циліндричної форми із кришкою. Піксида відома з часів еллінізму. Її назва походить від дав.-гр. πυξός («самшит»), з якого вона початково виточувалася.
Дотепер збереглися лише кілька піксид, виконаних з дерева. Піксиди також виготовлялися з кераміки, алебастру, металу або слонової кістки. Піксиди використовувалися жінками для зберігання прикрас і косметики. Часто зустрічаються червонофігурні керамічні піксиди із зображенням життя жінок. Їх також часто знаходять в жіночих похованнях.
Піксиди існували ще в епоху геометрика. Вони були пласкими і відрізнялися великим розміром, могли мати й інше призначення. В VII столітті до н. е. форма піксиди змінилася під впливом коринфського гончарного мистецтва, на піксідах виконувався чорнофігурний розпис. В VI столітті до н. е. з'явилися особливі форми піксид — на трьох ніжках і піксиди Нікосфена. У класичній Стародавній Греції особливо популярним був тип піксіди «А» з увігнутими стінками. Тип піксіди «Б» передбачав кришечку. В епоху еллінізму піксіди стали дещо вищими.